# Sciurumimus
Sciurumimus é um género fóssil de dinossauro terópode do Jurássico Superior da Alemanha. Sua espécie-tipo foi denominada Sciurumimus albersdoerferi. Seus restos fósseis foram encontrados em depósitos calcários próximos a Painten, na Baixa Baviera. O espécime foi preservado com traços de filamentos semelhantes à penas.